# Кларк, Стив
Сти́вен (Стив) Кларк (англ. Stephen (Steve) Clarke; род. 29 августа 1963, Солткотс, Шотландия) — шотландский футболист и футбольный тренер. Главный тренер сборной Шотландии.
Играл в «Сент-Миррене», «Челси» и сборной Шотландии, выиграв три главных трофея с «Челси» в конце своей карьеры. После завершения карьеры тренировал и работал ассистентом главного тренера в «Ньюкасл Юнайтед», «Челси», «Вест Хэм Юнайтед», «Ливерпуле» и в клубе «Астон Вилла».

## Карьера игрока
Воспитанник «Бейт-Юниорс», Кларк начал свою профессиональную футбольную карьеру в «Сент-Миррене». Кларк первоначально подписал договор с «Сент-Мирреном» на неполный рабочий день, так как в то время он заканчивал обучение на инженера по КИП. Он перешёл в «Челси» за £ 422 000 в феврале 1987 года. Выступал за «Челси» до 1998 года, сыграв в общий сложности 421 матч. Он был частью той команды «Челси», которая выиграла в 1997 Кубок Англии, в 1998 году Кубок лиги и Кубок обладателей кубков УЕФА 1998. Последнюю игру он провёл против «Штутгарта» в финале КОК. В 2005 году вошёл в символическую сборную XI, в честь столетия «Челси», заняв место правого защитника.

## Карьера тренера

### «Ньюкасл Юнайтед»
В 1998 году Кларк присоединился к «Ньюкаслу» в качестве помощника менеджера Рууда Гуллита, своему бывшему тренеру в «Челси». Кларк исполнял обязанности главного тренера после отставки Гуллита, возглавив команду на один единственный матч, который был проигран 5:1 «Манчестер Юнайтед». После этой игры Кларк восстановил в команде Алана Ширера и Роба Ли.

### «Челси»
Затем работал тренером в молодёжных командах «Челси». Кларк был назначен на должность помощника менеджера, когда Жозе Моуринью возглавил летом 2004 года команду. Кларк был частью тренерского штаба того «Челси», который добивался двух подряд побед в Премьер-лиге, в Кубке Англии и двух побед в Кубке лиги в течение трёх сезонов под руководством Моуринью. В этот период времени он получил лицензию UEFA Pro в 2006 году.
Когда Моуринью покинул «Челси» в сентябре 2007 года, он остался и продолжил работать при Авраме Гранте, хотя Хенк тен Кате был назначен в качестве ещё одного ассистента тренера. В итоге Грант и тен Кате покинули клуб в конце сезона 2007/08. BBC Sport и The Times сообщили тогда, что хотя Кларк остается в тренерском штабе «Челси», он будет искать возможности, чтобы стать главным тренером команды. Руководство «Челси» уведомило Кларка о его возможном новом статусе, ссылаясь на его лояльность, популярность среди болельщиков клуба и работу в период отставки Моуринью.

### «Вест Хэм Юнайтед»
12 сентября 2008 года Кларк подал в отставку в «Челси», надеясь перейти в «Вест Хэм», чтобы стать помощником бывшего партнёра по команде, Джанфранко Дзолы. «Челси» первоначально отклонил его отставку, требуя компенсацию в размере его двухлетней зарплаты. После того как было достигнуто соглашение между клубами, Кларк стал первым тренером команды «Вест Хэм» 15 сентября.
«Вест Хэм» финишировал на девятом месте в Премьер-лиге в сезоне 2008/09, после чего Кларк и Дзола продлили контракты, тем самым Кларк стал самым высокооплачиваемым ассистентом в лиге. Клуб в течение следующего сезона боролся за выживание, однако смог избежать вылета. В июне 2010 года, вскоре после отставки Дзолы, Кларк покинул клуб по обоюдному согласию.

### «Ливерпуль»
10 января 2011 года Кларк был назначен первым тренером команды в «Ливерпуле» при Кенни Далглише, после того как Далглиш сменил уволенного Роя Ходжсона за два дня до этого. Кларку была предложена временная работа (наряду с Далглишем) для спасения сезона «Ливерпуля», набирая в среднем около 2 очков за матч с момента его прибытия, в сочетании с улучшенной игрой в обороне. 12 мая 2011 года Кларк, а также главный тренер Кенни Далглиш подписали трёхлетний контракт, оставшись в своей нынешней роли первого тренера команды.
14 мая 2012 года Кларк подал в отставку в «Ливерпуле» после увольнения Далглиша за неудовлетворительные результаты в чемпионате — 8-е место «Ливерпуля» в Премьер-лиге сезона 2011/12. Клуб отказался от этого предложения, но 6 июня 2012 года после назначения нового менеджера Брендана Роджерса Кларк покинул клуб.

### «Вест Бромвич Альбион»
8 июня 2012 года Кларк был объявлен в качестве нового главного тренера в «Вест Бромвич Альбион», подписав двухлетний контракт. Эта работа стала первой для Кларка в роли главного тренера клуба. «Вест Бромвич Альбион» стал одним из открытий первого круга чемпионата, выйдя к концу ноября на третье место в турнирной таблице. В итоге под его руководством команда в сезоне 2012/13 чемпионата Англии финишировала на восьмом месте.
14 декабря 2013 года руководство «Вест Бромвича» приняло решение об отставке Кларка с поста главного тренера. После шестнадцати туров команда занимала 16 место в чемпионате, набрав 15 очков.

## Достижения
В качестве игрока
«Челси»
- Обладатель Кубка полноправных членов: 1990
- Обладатель Кубка Англии: 1997
- Обладатель Кубка Футбольной лиги: 1998
- Обладатель Кубка обладателей кубков УЕФА: 1998
- Итого: 4 трофея

Личные
- Игрок года по версии болельщиков «Челси»: 1994
- Тренер месяца английской Премьер-лиги: ноябрь 2012

## Тренерская статистика
| Ньюкасл Юнайтед (и. о.) | Англия | 28 августа 1999 | 2 сентября 1999 | 1  | 0  | 0  | 1  | 000,00 |
| Вест Бромвич Альбион    | Англия | 8 июня 2012     | 15 декабря 2012 | 60 | 19 | 15 | 26 | 031,67 |
| Всего                   | Всего  | Всего           | Всего           | 61 | 20 | 15 | 26 | 032,79 |